# Projeto Magnet
O Projeto Magnet foi um programa de estudo do fenômeno OVNI conduzido pelo ministério dos transportes do Canadá começando a partir de 2 de dezembro de 1950, com direção de Wilbert B. Smith, um engenheiro de transmissão e medições de transporte do Canadá. O programa ficou formalmente ativo até meados de 1954, e informalmente ativo sem financiamento do governo até a morte de Smith em 1962. Smith concluiu que os OVNIs eram provavelmente extraterrestres e que provavelmente eram operados por magnetismo.

## História
Smith fez um pedido para usar as instalações do Departamento de Transportes do Canadá para estudar os OVNIs. O projeto foi formalmente aprovado em 2 de dezembro de 1950 com a intenção de coletar dados sobre OVNIs e aplicar todos os dados recuperados para engenharia reversa e tecnologia. O objetivo final do projeto era aplicar qualquer descoberta sobre o tema do geomagnetismo à possibilidade de explorar o campo magnético da Terra como fonte de propulsão para veículos. Smith e seus colegas do governo acreditavam que os OVNIs, se reais, poderiam conter a chave para essa nova fonte de poder. Com um empreendimento de pequena escala, o projeto usou instalações do DOT, com alguma assistência de pessoal do Conselho de Pesquisa de Defesa do Canadá e do Conselho Nacional de Pesquisa do Canadá. Em junho de 1952, Smith emitiu um relatório preliminar argumentando que os OVNIs provavelmente vieram de fontes inteligentes e extraterrestres e quase certamente manipulavam o magnetismo para o voo das naves. Um relatório de 1953 reiterou essas conclusões. Também em abril de 1952, o governo canadense estabeleceu o Projeto Second Story, um projeto paralelo de pesquisa de OVNIs, com Smith também envolvido. O projeto consistia em um grupo de cientistas e oficiais militares que se reuniam periodicamente para debater a questão de OVNIs e recomendar ações do governo. Smith reportou ao Second Storey em algumas das descobertas e conclusões do Projeto Magnet.
Smith acreditava que os OVNISs estavam ligados a fenômenos psíquicos e acreditava estar em contato com seres extraterrestres que se comunicavam com ele através da telepatia. Smith escreveu uma série de artigos para a Topside, descrevendo a filosofia dos "Space Brothers" com quem afirmou estar em contato. Os artigos foram posteriormente publicados a título póstumo em 1969 sob o título de The Boys from Topside.

## Baía de Shirley
Em outubro de 1952, Smith criou um observatório na Baía de Shirley para estudar relatórios de avistamento de OVNIs, acreditando que os OVNIs emitiriam características físicas que poderiam ser medidas. Uma série de relatórios de avistamento foram investigados pelo Project Magnet, mas em 1954, o projeto foi encerrado. Smith foi autorizado a usar as instalações da Baía de Shirley com seu próprio financiamento e o fez até sua morte em 1962.